# Mauritius Müller
Mauritius Müller, auch Moritz Müller, geborener Kaspar Josef Müller (* 12. Februar 1677; † 16. September 1745) war ein Schweizer Geistlicher und mit Unterbrechungen von 1707 bis 1738 Bibliothekar des Klosters St. Gallen.

## Leben
Pater Mauritius (oder Moritz) stammte aus Wil. 1693 ist er im Kloster St. Gallen bezeugt, wo er am 31. Mai 1696 die Profess ablegte. 1698 wurde er Subdiakon, 1699 Diakon. Die Priesterweihe empfing er am 21. Mai 1701, die Primiz folgte am 12. Juni des gleichen Jahres. Er war bekannt für seine Gelehrsamkeit.

## Wirken
Am 15. August 1701 wurde Pater Mauritius von Abt Leodegar Bürgisser mit der Weiterführung der Klosterchronik beauftragt. Ein Jahr später wurde ihm die Herausgabe einer Festschrift anlässlich des Jubiläums der Schweizerischen Benediktinerkongregation übertragen. Daneben war er als Lehrer im Kloster St. Gallen tätig. Am 7. April 1707 ernannte ihn der Abt zum Stiftsbibliothekar. Es folgten weitere Lehrtätigkeiten sowohl in St. Gallen als auch in Pfäfers. Ab 1711 ist er wiederum als Stiftsbibliothekar bezeugt. Im Umfeld des Toggenburgerkrieges machte er sich um die Rettung der Buchbestände verdient. Letztlich musste aber auch er aus St. Gallen fliehen und war fortan als Theologieprofessor in Rheinau sowie als Lehrer in Bellinzona tätig.
Zurück aus dem Exil, stand Mauritius ab 1719 bis 1722 erneut der Stiftsbibliothek St. Gallen vor. Anschliessend übernahm er an verschiedenen Orten (Berg, Alt St. Johann, Peterzell) seelsorgerische Aufgaben. Wegen seiner rhetorischen Fähigkeiten und wegen des freundlichen Umgangs war er als Seelsorger sehr geschätzt. 1734 kehrte er nach St. Gallen zurück und trat dort wiederum als Bibliothekar in Erscheinung. Daneben verrichtete er weitere Seelsorgedienste, besonders bei Festanlässen wie der 1738 erfolgten Translation des Katakombenheiligen Pankratius in Wil. Ab 1739 ist er in verschiedenen amtlichen Funktionen in Rorschach, Wil und St. Gallen bezeugt. Pater Mauritius verfasste zahlreiche gedruckte und ungedruckte Schriften vorwiegend historiographischen, theologischen und katechetischen (Predigten) Inhalts.